# Heidi et Pierre
Pour les articles homonymes, voir Heidi.
Pour plus de détails, voir Fiche technique et Distribution.
Heidi et Pierre (titre original : Heidi und Peter) est un film suisse réalisé par Franz Schnyder sorti en 1955.
Cette suite du film sorti en 1952 est l'adaptation libre du second roman de Heidi de Johanna Spyri.

## Synopsis
Deux ans se sont écoulés depuis que Heidi et Klara se sont séparées. Tous les plans de Klara pour revoir Heidi échouent. Entre-temps, Klara subit une rechute et doit parfois être dans un fauteuil roulant.
Heidi est très occupée à l'école tandis que Pierre passe son temps à faire du traîneau. Alors le grand-père imagine une ruse. Il viendra en Nicolas le 6 décembre pour lui faire peur et le ramener à ses cahiers. Mais l'apprentissage de la lecture ne se fait pas aussi bien. Heidi l'aide et différemment que ne le fait l'instituteur, si bien que Pierre sait lire couramment.
Klara peut se rendre en Suisse. Mais Pierre a oublié la lettre dans laquelle elle annonce sa venue, Heidi l'apprend donc à la dernière minute. Heidi doit prendre soin de son invitée. Comme Klara ne peut plus trop marcher, Heidi ne peut plus accompagner Pierre dans les Alpes, ce qui le met en colère, cependant il construit une cabane pour Heidi.
Dans les Alpes, Pierre rencontre le géomètre qui mesure les montagnes. Après avoir discuté, Pierre veut devenir géomètre, parce qu'il pourra être longtemps dans les montagnes. La formation coûte cher et sa famille est pauvre.
Pierre est toujours taciturne envers Heidi et Klara. Il découvre le fauteuil roulant qu'il brise. Il espère que Klara devra partir. Dans la nuit, Pierre fait des cauchemars à cause de son acte. Le grand-père découvre qui a cassé le fauteuil. Il ne dit rien, car Klara, sans son fauteuil, fait l'effort de marcher.
Klara prend peur de l'orage qui s'annonce dans la nuit. Lorsque le grand-père descend au village qui est menacé d'être inondé, elle le suit dans la nuit, complètement paniquée, avant que Heidi puisse l'arrêter. Heidi et le grand-père retrouvent Klara dans la forêt.
Le ruisseau a inondé le village où, s'il n'y a pas de mort, il y a beaucoup de dégâts. Klara apporte son aide au nettoyage. Pour qu'une telle tragédie ne se reproduise plus à l'avenir, le ruisseau doit être canalisé. Pour lever l'argent nécessaire, une fête publique est tenue. M. Sesemann apprend que le géomètre va instruire Pierre.

## Fiche technique
- Titre : Heidi et Pierre
- Titre original : Heidi und Peter
- Réalisation : Franz Schnyder assisté de Hans Gaugler (de)
- Scénario : Richard Schweizer, Max Haufler, Paul Ruffy, David Wechsler (de)
- Musique : Robert Blum
- Direction artistique : Max Röthlisberger (de)
- Costumes : Robert Gamma
- Photographie : Emil Berna
- Son : Rolf Epstein
- Montage : Hermann Haller
- Production : Lazar Wechsler
- Sociétés de production : Praesens-Film
- Société de distribution : Praesens-Film
- Pays d'origine :  Suisse
- Langue : allemand
- Format : Couleur - 1,37:1 - Mono - 35 mm
- Genre : Film pour enfants
- Durée : 95 minutes
- Dates de sortie :
  -  Allemagne : 10 mars 1955.
  -  États-Unis : 12 décembre 1955.
  -  Finlande : 16 décembre 1955.
  -  France : 2 janvier 1956[1].
  -  Suède : 24 septembre 1956.
  -  Danemark : 14 décembre 1956.

## Distribution
- Elsbeth Sigmund (de) : Heidi
- Heinrich Gretler : Le grand-père
- Thomas Klameth : Pierre
- Emil Hegetschweiler : L'instituteur
- Elsie Attenhofer : Tante Dete
- Margrit Rainer (de) : La mère de Pierre
- Fred Tanner (de) : Le prêtre
- Isa Günther : Klara Sesemann
- Willy Birgel : M. Sesemann
- Traute Carlsen (de) : L grand-mère de Klara
- Anita Mey (de) : Mlle Rottenmeyer
- Theo Lingen : Sebastian, le majordome
- Schaggi Streuli (de) : Le premier géomètre
- Peter W. Loosli : Le second géomètre
- Max Haufler : Le boulanger
- Sigfrit Steiner : villageois

## Crédit d'auteurs
- (de) Cet article est partiellement ou en totalité issu de l’article de Wikipédia en allemand intitulé « Heidi und Peter » (voir la liste des auteurs).